# گروه ارگو
گروه ارگو (انگلیسی: Ergo Group) شرکت بیمه آلمانی است، که در سال ۱۹۹۷ تأسیس شد.